# Ise (lớp thiết giáp hạm)
Lớp thiết giáp hạm Ise (tiếng Nhật: 伊勢型戦艦; Ise-gata senkan) là một lớp thiết giáp hạm bao gồm hai chiếc của Hải quân Đế quốc Nhật Bản được chế tạo trong giai đoạn Chiến tranh Thế giới thứ nhất. Được xem là lạc hậu vào giai đoạn Chiến tranh Thế giới thứ hai, chúng được cải tạo thành những tàu sân bay lai để bù đắp sự thiếu hụt tàu sân bay sau trận Midway. Cả hai chiếc đều bị hư hại nặng trong Trận chiến vịnh Leyte rồi bị đánh chìm tại vùng nước nông ở chính quốc trước khi chiến tranh kết thúc.

## Thiết kế và chế tạo
Thoạt đầu được dự định như những tàu chị em của lớp Fusō, những cải tiến trong thiết kế làm cho chúng khác biệt đến mức được xem là một lớp tàu riêng biệt.
Những sự khác biệt bao gồm một sàn tàu phía trước ngắn hơn, giàn hỏa lực pháo hạng hai được bố trí chặt chẽ hơn (với hầu hết các khẩu pháo phía trước được đặt lui hơn về phía sau so với lớp Fusō), sự sắp xếp khác biệt các tháp pháo chính (cho dù cách bố trí sáu tháp pháo đôi cồng kềnh vẫn được giữ lại), và sự bố trí các ống khói và lỗ hút gió gọn gàng hơn. Giống như hầu hết những chiếc thiết giáp hạm vào thời đó, chúng giữ lại kiểu tháp súng giàn hỏa lực hạng hai vốn nhanh chóng trở nên lạc hậu, và các khẩu pháo phía trước thường tỏ ra vô dụng khi đi biển. Giống như hầu hết tàu chiến Nhật vào thời đó, chúng còn phụ thuộc vào các nồi hơi đốt bằng nhiên liệu hỗn hợp dầu-than.
Chúng được cấu trúc lại đáng kể trong những năm 1930, được cải tiến hệ thống động cơ, vỏ giáp, hệ thống kiểm soát hỏa lực và việc bảo vệ bên trong. Tuy vậy, trong Chiến tranh Thế giới thứ hai, giống như các tàu chiến họ hàng thuộc lớp Fusō, những chiếc Ise không tham gia vào chiến dịch đáng kể nào do sự lạc hậu và tốc độ chậm. Hầu như dư thừa đối với Hải quân Đế quốc Nhật Bản, chúng trải qua hầu hết thời gian làm nhiệm vụ huấn luyện trong vùng biển nội địa Nhật Bản, trong thành phần Hải đội Thiết giáp hạm 2.

## Cải biến thành tàu sân bay

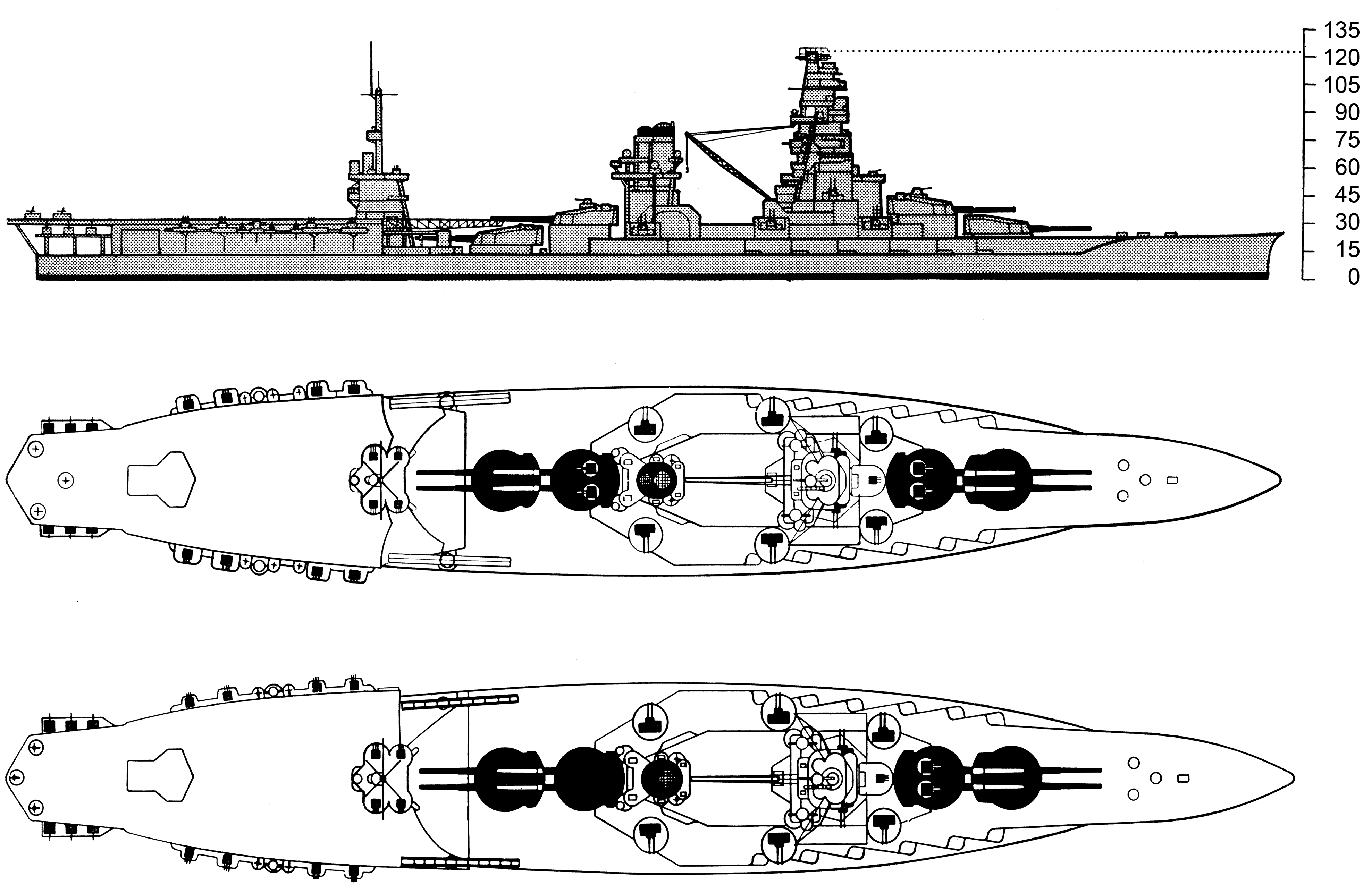
Một bản vẽ sau chiến tranh của Mỹ mô tả lớp Ise như tàu sân bay lai thiết giáp hạm. Hai hình nhỏ bên trên mô tả các biến thể về cấu hình máy phóng.

Trong Chiến tranh Thế giới thứ hai, để bù đắp phần nào sự mất mát lực lượng tàu sân bay sau trận Midway, cả hai chiếc thiết giáp hạm trong lớp được cải biến một phần thành tàu sân bay lai thiết giáp hạm vào năm 1943. Những chiếc trong lớp Ise có ưu thế phần nào về tốc độ so với lớp Fusō nên chúng được chọn; và cũng vì một vụ nổ tháp súng của chiếc Hyūga chưa được sửa chữa.
Các tháp pháo phía sau được thay thế bởi một sàn chứa máy bay và bên trên là một sàn đáp, đồng thời các khẩu đội phòng không cũng được bổ sung. Ví dụ như Hyūga có thể mang theo 14 chiếc máy bay ném bom bổ nhào Yokosuka D4Y và 8 chiếc thủy phi cơ Aichi E16A. Tuy nhiên, tình trạng thiếu hụt máy bay và phi công đã khiến cho cả hai con tàu chưa bao giờ tham gia tác chiến trong vai trò tàu sân bay. Cả hai chiếc đều bị hư hại trong Trận chiến mũi Engaño ngày 25 tháng 10 năm 1944.
Những chiếc tàu chiến quay trở lại ụ tàu hải quân ở Kure để sửa chữa, và không còn tham gia bất kỳ chiến dịch nào khác. Chúng bị máy bay Mỹ tấn công trong nhiều đợt khác nhau, và bị đánh chìm tại nơi neo đậu trong vùng nước nông.

## Những chiếc trong lớp
| Tàu          | Đặt lườn            | Hạ thủy              | Hoạt động            | Số phận                     |
| Ise (伊勢)   | 10 tháng 5 năm 1915 | 12 tháng 11 năm 1916 | 15 tháng 12 năm 1917 | Được tháo dỡ năm 1946-1947  |
| Hyūga (日向) | 16 tháng 5 năm 1915 | 27 tháng 1 năm 1917  | 30 tháng 4 năm 1918  | Mắc cạn 27 tháng 7 năm 1945 |